# НБА в сезоні 2022–2023
Сезон НБА 2022–2023 був 77-им сезоном в Національній баскетбольній асоціації. Переможцями сезону уперше у своїй історії стали «Денвер Наггетс», які здолали у фінальній серії «Маямі Гіт».

## Регламент змагання
Участь у сезоні брали 30 команд, розподілених між двома конференціями — Східною і Західною, кожна з яких у свою чергу складалася з трьох дивізіонів.
По ходу регулярного сезону кожна з команд-учасниць провела по 82 гри (по 41 грі на власному майданчику і на виїзді). При цьому з командами свого дивізіону проводилося по чотири гри, із шістьома командами з інших дивізіонів своєї конференції — теж по чотири гри, а з рештою чотирма командами своєї конференції — по три. Нарешті команди з різних конференцій проводили між собою по два матчі.
До раунду плей-оф напряму виходили по шість найкращих команд кожної з конференцій. Ще по два учасники плей-оф від кожної конференції визначалися за результатами раунду плей-ін, учасниками якого ставали команди, що посіли місця із 7 по 10. Плей-оф відбувався за олімпійською системою, за якою найкраща команда кожної конференції починала боротьбу проти команди, яка посіла восьме місце у тій же конференції, друга команда конференції — із сьомою, і так далі. В усіх раундах плей-оф переможець кожної пари визначався в серії ігор, яка тривала до чотирьох перемог однієї з команд.Чемпіони кожної з конференцій, що визначалися на стадії плей-оф, для визначення чемпіона НБА зустрічалися між собою у Фіналі, що складався із серії ігор до чотирьох перемог.

## Регулярний сезон
Регулярний сезон тривав з 18 жовтня 2022 до 9 квітня 2023 року, найкращий результат по його завершенні мали «Мілвокі Бакс».

### Підсумкові таблиці за дивізіонами
| Атлантичний дивізіон              | В  | П  | %П   | Відст | Дом   | Гост  | Див  | І  |
| --------------------------------- | -- | -- | ---- | ----- | ----- | ----- | ---- | -- |
| y – «Бостон Селтікс»              | 57 | 25 | .695 | 0.0   | 32–9  | 25–16 | 11–5 | 82 |
| x – «Філадельфія Севенті-Сіксерс» | 54 | 28 | .659 | 3.0   | 29–12 | 25–16 | 10–6 | 82 |
| x – «Нью-Йорк Нікс»               | 47 | 35 | .573 | 10.0  | 23–18 | 24–17 | 8–8  | 82 |
| x – «Бруклін Нетс»                | 45 | 37 | .549 | 12.0  | 23–18 | 22–19 | 7–9  | 82 |
| pi – «Торонто Репторз»            | 41 | 41 | .500 | 16.0  | 27–14 | 14–27 | 4–12 | 82 |

| Південно-Східний дивізіон | В  | П  | %П   | Відст | Дом   | Гост  | Див  | І  |
| ------------------------- | -- | -- | ---- | ----- | ----- | ----- | ---- | -- |
| y – «Маямі Гіт»           | 44 | 38 | .537 | 0.0   | 27–14 | 17–24 | 10–6 | 82 |
| x – «Атланта Гокс»        | 41 | 41 | .500 | 3.0   | 24–17 | 17–24 | 8–8  | 82 |
| «Вашингтон Візардс»       | 35 | 47 | .427 | 9.0   | 19–22 | 16–25 | 8–8  | 82 |
| «Орландо Меджик»          | 34 | 48 | .415 | 10.0  | 20–21 | 14–27 | 7–9  | 82 |
| «Шарлотт Горнетс»         | 27 | 55 | .329 | 17.0  | 13–28 | 14–27 | 7–9  | 82 |

| Центральний дивізіон     | В  | П  | %П   | Відст | Дом   | Гост  | Див  | І  |
| ------------------------ | -- | -- | ---- | ----- | ----- | ----- | ---- | -- |
| z – «Мілвокі Бакс»       | 58 | 24 | .707 | 0.0   | 32–9  | 26–15 | 11–5 | 82 |
| x – «Клівленд Кавальєрс» | 51 | 31 | .622 | 7.0   | 31–10 | 20–21 | 13–3 | 82 |
| pi – «Чикаго Буллз»      | 40 | 42 | .488 | 18.0  | 22–19 | 18–23 | 7–9  | 82 |
| «Індіана Пейсерз»        | 35 | 47 | .427 | 23.0  | 20–21 | 15–26 | 7–9  | 82 |
| «Детройт Пістонс»        | 17 | 65 | .207 | 41.0  | 9–32  | 8–33  | 2–14 | 82 |

| Південно-Західний дивізіон | В  | П  | %П   | Відст | Дом   | Гост  | Див  | І  |
| -------------------------- | -- | -- | ---- | ----- | ----- | ----- | ---- | -- |
| y – «Мемфіс Ґріззліс»      | 51 | 31 | .622 | 0.0   | 35–6  | 16–25 | 13–3 | 82 |
| pi – «Нью-Орлінс Пеліканс» | 42 | 40 | .512 | 9.0   | 27–14 | 15–26 | 11–5 | 82 |
| «Даллас Маверікс»          | 38 | 44 | .463 | 13.0  | 23–18 | 15–26 | 9–7  | 82 |
| «Х'юстон Рокетс»           | 22 | 60 | .268 | 29.0  | 14–27 | 8–33  | 4–12 | 82 |
| «Сан-Антоніо Сперс»        | 22 | 60 | .268 | 29.0  | 14–27 | 8–33  | 3–13 | 82 |

| Північно-Західний дивізіон  | В  | П  | %П   | Відст | Дом   | Гост  | Див  | І  |
| --------------------------- | -- | -- | ---- | ----- | ----- | ----- | ---- | -- |
| c – «Денвер Наггетс»        | 53 | 29 | .646 | 0.0   | 34–7  | 19–22 | 10–6 | 82 |
| x – «Міннесота Тімбервулвз» | 42 | 40 | .512 | 11.0  | 22–19 | 20–21 | 8–8  | 82 |
| pi – «Оклахома-Сіті Тандер» | 40 | 42 | .488 | 13.0  | 24–17 | 16–25 | 9–7  | 82 |
| «Юта Джаз»                  | 37 | 45 | .451 | 16.0  | 23–18 | 14–27 | 6–10 | 82 |
| «Портленд Трейл-Блейзерс»   | 33 | 49 | .402 | 20.0  | 17–24 | 16–25 | 7–9  | 82 |

| Тихоокеанський дивізіон     | В  | П  | %П   | Відст | Дом   | Гост  | Див  | І  |
| --------------------------- | -- | -- | ---- | ----- | ----- | ----- | ---- | -- |
| y – «Сакраменто Кінґс»      | 48 | 34 | .585 | 0.0   | 23–18 | 25–16 | 9–7  | 82 |
| x – «Фінікс Санз»           | 45 | 37 | .549 | 3.0   | 28–13 | 17–24 | 9–7  | 82 |
| x – «Лос-Анджелес Кліпперс» | 44 | 38 | .537 | 4.0   | 23–18 | 21–20 | 9–7  | 82 |
| x – «Голден-Стейт Ворріорс» | 44 | 38 | .537 | 4.0   | 33–8  | 11–30 | 7–9  | 82 |
| x – «Лос-Анджелес Лейкерс»  | 43 | 39 | .524 | 5.0   | 23–18 | 20–21 | 6–10 | 82 |

### Підсумкові таблиці за конференціями
| Східна конференція | Східна конференція                | Східна конференція | Східна конференція | Східна конференція | Східна конференція | Східна конференція |
| #                  | Команда                           | В                  | П                  | %П                 | Відст              | І                  |
| ------------------ | --------------------------------- | ------------------ | ------------------ | ------------------ | ------------------ | ------------------ |
| 1                  | z – «Мілвокі Бакс» *              | 58                 | 24                 | .707               | –                  | 82                 |
| 2                  | y – «Бостон Селтікс» *            | 57                 | 25                 | .695               | 1.0                | 82                 |
| 3                  | x – «Філадельфія Севенті-Сіксерс» | 54                 | 28                 | .659               | 4.0                | 82                 |
| 4                  | x – «Клівленд Кавальєрс»          | 51                 | 31                 | .622               | 7.0                | 82                 |
| 5                  | x – «Нью-Йорк Нікс»               | 47                 | 35                 | .573               | 11.0               | 82                 |
| 6                  | x – «Бруклін Нетс»                | 45                 | 37                 | .549               | 13.0               | 82                 |
| 7                  | y – «Маямі Гіт» *                 | 44                 | 38                 | .537               | 14.0               | 82                 |
| 8                  | x – «Атланта Гокс»                | 41                 | 41                 | .500               | 17.0               | 82                 |
|                    |                                   |                    |                    |                    |                    |                    |
| 9                  | pi – «Торонто Репторз»            | 41                 | 41                 | .500               | 17.0               | 82                 |
| 10                 | pi – «Чикаго Буллз»               | 40                 | 42                 | .488               | 18.0               | 82                 |
| 11                 | «Індіана Пейсерз»                 | 35                 | 47                 | .427               | 23.0               | 82                 |
| 12                 | «Вашингтон Візардс»               | 35                 | 47                 | .427               | 23.0               | 82                 |
| 13                 | «Орландо Меджик»                  | 34                 | 48                 | .415               | 24.0               | 82                 |
| 14                 | «Шарлотт Горнетс»                 | 27                 | 55                 | .329               | 31.0               | 82                 |
| 15                 | «Детройт Пістонс»                 | 17                 | 65                 | .207               | 41.0               | 82                 |

| Західна конференція | Західна конференція         | Західна конференція | Західна конференція | Західна конференція | Західна конференція | Західна конференція |
| #                   | Команда                     | В                   | П                   | %П                  | Відст               | І                   |
| ------------------- | --------------------------- | ------------------- | ------------------- | ------------------- | ------------------- | ------------------- |
| 1                   | c – «Денвер Наггетс» *      | 53                  | 29                  | .646                | –                   | 82                  |
| 2                   | y – «Мемфіс Ґріззліс» *     | 51                  | 31                  | .622                | 2.0                 | 82                  |
| 3                   | y – «Сакраменто Кінґс» *    | 48                  | 34                  | .585                | 5.0                 | 82                  |
| 4                   | x – «Фінікс Санз»           | 45                  | 37                  | .549                | 8.0                 | 82                  |
| 5                   | x – «Лос-Анджелес Кліпперс» | 44                  | 38                  | .537                | 9.0                 | 82                  |
| 6                   | x – «Голден-Стейт Ворріорс» | 44                  | 38                  | .537                | 9.0                 | 82                  |
| 7                   | x – «Лос-Анджелес Лейкерс»  | 43                  | 39                  | .524                | 10.0                | 82                  |
| 8                   | x – «Міннесота Тімбервулвз» | 42                  | 40                  | .512                | 11.0                | 82                  |
|                     |                             |                     |                     |                     |                     |                     |
| 9                   | pi – «Нью-Орлінс Пеліканс»  | 42                  | 40                  | .512                | 11.0                | 82                  |
| 10                  | pi – «Оклахома-Сіті Тандер» | 40                  | 42                  | .488                | 13.0                | 82                  |
| 11                  | «Даллас Маверікс»           | 38                  | 44                  | .463                | 15.0                | 82                  |
| 12                  | «Юта Джаз»                  | 37                  | 45                  | .451                | 16.0                | 82                  |
| 13                  | «Портленд Трейл-Блейзерс»   | 33                  | 49                  | .402                | 20.0                | 82                  |
| 14                  | «Х'юстон Рокетс»            | 22                  | 60                  | .268                | 31.0                | 82                  |
| 15                  | «Сан-Антоніо Сперс»         | 22                  | 60                  | .268                | 31.0                | 82                  |

Легенда:
- z – Найкраща команда регулярного сезону НБА
- c – Найкраща команда конференції
- y – Переможець дивізіону
- x – Учасник плей-оф
- pi – Учасник плей-ін

## Плей-ін
У раунді плей-ін команди, що посіли із 7 по 10 місця у своїх конференціях за результатами регулярного чемпіонату,визначали між собою по два учасники плей-оф від кожної конференції. Турнір проводився з 11 по 14 квітня. Команда, що посіла 7-ме місце у регулярному чемпіонаті, приймала команду, що фінішувала восьмою. Переможець цієї гри забезпечував собі участь у плей-оф як сьома команда конференції. Дев'ята команда регулярного чемпіонату приймала десяту у грі, в якій визначався учасник матчу, в якому розігрувалося восьме місце у плей-оф. Цей матч проводився проти команди, яка поступилася у грі сьомої і восьмої команд регулярної першості.

## Східна конференція
|  | Ігри плей-ін | Ігри плей-ін      | Ігри плей-ін |    |  | Гра за 8 місце | Гра за 8 місце | Гра за 8 місце |  |   | Місця у плей-оф | Місця у плей-оф | Місця у плей-оф |
|  |              |                   |              |    |  |                |                |                |  |   |                 |                 |                 |
|  | 7            | «Маямі Гіт»       | 105          |    |  |                |                |                |  |   |                 |                 |                 |
|  | 8            | «Атланта Гокс»    | 116          |    |  |                |                |                |  |   | 8               | Атланта         | 7-ме місце      |
|  |              |                   |              |    |  | 7              | Маямі          | 102            |  | 7 | Маямі           | 8-ме місце      |                 |
|  |              | 10                | Чикаго       | 91 |  |                |                |                |  |   |                 |                 |                 |
|  | 9            | «Торонто Репторз» | 105          |    |  |                |                |                |  |   |                 |                 |                 |
|  | 10           | «Чикаго Буллз»    | 109          |    |  |                |                |                |  |   |                 |                 |                 |

Жирним наведені переможці двобою

Курсивом наведені команди-господарі гри

## Західна конференція
|  | Ігри плей-ін | Ігри плей-ін              | Ігри плей-ін  |    |  | Гра за 8 місце | Гра за 8 місце | Гра за 8 місце |  |   | Місця у плей-оф | Місця у плей-оф | Місця у плей-оф |
|  |              |                           |               |    |  |                |                |                |  |   |                 |                 |                 |
|  | 7            | «Лос-Анджелес Лейкерс» ОТ | 108           |    |  |                |                |                |  |   |                 |                 |                 |
|  | 8            | «Міннесота Тімбервулвз»   | 102           |    |  |                |                |                |  |   | 7               | Л.А. Лейкерс    | 7-ме місце      |
|  |              |                           |               |    |  | 8              | Міннесота      | 120            |  | 8 | Міннесота       | 8-ме місце      |                 |
|  |              | 10                        | Оклахома-Сіті | 95 |  |                |                |                |  |   |                 |                 |                 |
|  | 9            | «Нью-Орлінс Пеліканс»     | 118           |    |  |                |                |                |  |   |                 |                 |                 |
|  | 10           | «Оклахома-Сіті Тандер»    | 123           |    |  |                |                |                |  |   |                 |                 |                 |

Жирним наведені переможці двобою

Курсивом наведені команди-господарі гри

## Плей-оф
Переможці пар плей-оф позначені жирним. Цифри перед назвою команди відповідають її позиції у підсумковій турнірній таблиці регулярного сезону конференції. Цифри після назви команди відповідають кількості її перемог у відповідному раунді плей-оф. Курсивом позначені команди, які мали перевагу власного майданчику (принаймі потенційно могли провести більшість ігор серії вдома).
|  | Перший раунд | Перший раунд            | Перший раунд |   |                               | Півфінали конференції | Півфінали конференції | Півфінали конференції |    |         | Фінали конференції | Фінали конференції | Фінали конференції |  |    | Фінал НБА | Фінал НБА | Фінал НБА |
|  |              |                         |              |   |                               |                       |                       |                       |    |         |                    |                    |                    |  |    |           |           |           |
|  | E1           | «Мілвокі Бакс»*         | 1            |   |                               |                       |                       |                       |    |         |                    |                    |                    |  |    |           |           |           |
|  | E8           | «Маямі Гіт»*            | 4            |   |                               |                       |                       |                       |    |         |                    |                    |                    |  |    |           |           |           |
|  | E8           | «Маямі Гіт»*            | 4            |   | E8                            | Маямі*                | 4                     |                       |    |         |                    |                    |                    |  |    |           |           |           |
|  |              |                         |              |   | E8                            | Маямі*                | 4                     |                       |    |         |                    |                    |                    |  |    |           |           |           |
|  |              | E5                      | Нью-Йорк     | 2 |                               |                       |                       |                       |    |         |                    |                    |                    |  |    |           |           |           |
|  | E4           | E5                      | Нью-Йорк     | 2 | «Клівленд Кавальєрс»          | 1                     |                       |                       |    |         |                    |                    |                    |  |    |           |           |           |
|  | E4           |                         |              |   |                               | 1                     |                       |                       |    |         |                    |                    |                    |  |    |           |           |           |
|  | E5           | «Нью-Йорк Нікс»         | 4            |   |                               |                       |                       |                       |    |         |                    |                    |                    |  |    |           |           |           |
|  | E5           | «Нью-Йорк Нікс»         | 4            |   |                               |                       |                       |                       | E8 | Маямі*  | 4                  |                    |                    |  |    |           |           |           |
|  |              |                         |              |   |                               |                       |                       |                       | E8 | Маямі*  | 4                  |                    |                    |  |    |           |           |           |
|  |              | E2                      | Бостон*      | 3 |                               |                       |                       |                       |    |         |                    |                    |                    |  |    |           |           |           |
|  | E3           | E2                      | Бостон*      | 3 | «Філадельфія Севенті-Сіксерс» | 4                     |                       |                       |    |         |                    |                    |                    |  |    |           |           |           |
|  | E3           |                         |              |   |                               | 4                     |                       |                       |    |         |                    |                    |                    |  |    |           |           |           |
|  | E6           | «Бруклін Нетс»          | 0            |   |                               |                       |                       |                       |    |         |                    |                    |                    |  |    |           |           |           |
|  | E6           | «Бруклін Нетс»          | 0            |   | E3                            | Філадельфія           | 3                     |                       |    |         |                    |                    |                    |  |    |           |           |           |
|  |              |                         |              |   | E3                            | Філадельфія           | 3                     |                       |    |         |                    |                    |                    |  |    |           |           |           |
|  |              | E2                      | Бостон*      | 4 |                               |                       |                       |                       |    |         |                    |                    |                    |  |    |           |           |           |
|  | E2           | E2                      | Бостон*      | 4 | «Бостон Селтікс»*             | 4                     |                       |                       |    |         |                    |                    |                    |  |    |           |           |           |
|  | E2           |                         |              |   |                               | 4                     |                       |                       |    |         |                    |                    |                    |  |    |           |           |           |
|  | E7           | «Атланта Гокс»          | 2            |   |                               |                       |                       |                       |    |         |                    |                    |                    |  |    |           |           |           |
|  | E7           | «Атланта Гокс»          | 2            |   |                               |                       |                       |                       |    |         |                    |                    |                    |  | E8 | Маямі*    | 1         |           |
|  |              |                         |              |   |                               |                       |                       |                       |    |         |                    |                    |                    |  | E8 | Маямі*    | 1         |           |
|  |              | W1                      | Денвер*      | 4 |                               |                       |                       |                       |    |         |                    |                    |                    |  |    |           |           |           |
|  | W1           | W1                      | Денвер*      | 4 | «Денвер Наггетс»*             | 4                     |                       |                       |    |         |                    |                    |                    |  |    |           |           |           |
|  | W1           |                         |              |   | «Денвер Наггетс»*             | 4                     |                       |                       |    |         |                    |                    |                    |  |    |           |           |           |
|  | W8           | «Міннесота Тімбервулвз» | 1            |   |                               |                       |                       |                       |    |         |                    |                    |                    |  |    |           |           |           |
|  | W8           | «Міннесота Тімбервулвз» | 1            |   | W1                            | Денвер*               | 4                     |                       |    |         |                    |                    |                    |  |    |           |           |           |
|  |              |                         |              |   | W1                            | Денвер*               | 4                     |                       |    |         |                    |                    |                    |  |    |           |           |           |
|  |              | W4                      | Фінікс       | 2 |                               |                       |                       |                       |    |         |                    |                    |                    |  |    |           |           |           |
|  | W4           | W4                      | Фінікс       | 2 | «Фінікс Санз»                 | 4                     |                       |                       |    |         |                    |                    |                    |  |    |           |           |           |
|  | W4           |                         |              |   |                               | 4                     |                       |                       |    |         |                    |                    |                    |  |    |           |           |           |
|  | W5           | «Лос-Анджелес Кліпперс» | 1            |   |                               |                       |                       |                       |    |         |                    |                    |                    |  |    |           |           |           |
|  | W5           | «Лос-Анджелес Кліпперс» | 1            |   |                               |                       |                       |                       | W1 | Денвер* | 4                  |                    |                    |  |    |           |           |           |
|  |              |                         |              |   |                               |                       |                       |                       | W1 | Денвер* | 4                  |                    |                    |  |    |           |           |           |
|  |              | W7                      | Л.А. Лейкерс | 0 |                               |                       |                       |                       |    |         |                    |                    |                    |  |    |           |           |           |
|  | W3           | W7                      | Л.А. Лейкерс | 0 | «Сакраменто Кінґс»*           | 3                     |                       |                       |    |         |                    |                    |                    |  |    |           |           |           |
|  | W3           |                         |              |   | «Сакраменто Кінґс»*           | 3                     |                       |                       |    |         |                    |                    |                    |  |    |           |           |           |
|  | W6           | «Голден-Стейт Ворріорс» | 4            |   |                               |                       |                       |                       |    |         |                    |                    |                    |  |    |           |           |           |
|  | W6           | «Голден-Стейт Ворріорс» | 4            |   | W6                            | Голден-Стейт          | 2                     |                       |    |         |                    |                    |                    |  |    |           |           |           |
|  |              |                         |              |   | W6                            | Голден-Стейт          | 2                     |                       |    |         |                    |                    |                    |  |    |           |           |           |
|  |              | W7                      | Л.А. Лейкерс | 4 |                               |                       |                       |                       |    |         |                    |                    |                    |  |    |           |           |           |
|  | W2           | W7                      | Л.А. Лейкерс | 4 | «Мемфіс Ґріззліс»*            | 2                     |                       |                       |    |         |                    |                    |                    |  |    |           |           |           |
|  | W2           |                         |              |   | «Мемфіс Ґріззліс»*            | 2                     |                       |                       |    |         |                    |                    |                    |  |    |           |           |           |
|  | W7           | «Лос-Анджелес Лейкерс»  | 4            |   |                               |                       |                       |                       |    |         |                    |                    |                    |  |    |           |           |           |

* — переможці дивізіонів.

## Статистика

### Лідери за індивідуальними статистичними показниками
| Показник                    | Гравець          | Команда(и)                    | Результат |
| --------------------------- | ---------------- | ----------------------------- | --------- |
| Очки за гру                 | Джоел Ембід      | «Філадельфія Севенті-Сіксерс» | 33.1      |
| Підбирання за гру           | Домантас Сабоніс | «Сакраменто Кінґс»            | 12.3      |
| Передачі за гру             | Джеймс Гарден    | «Філадельфія Севенті-Сіксерс» | 10.7      |
| Перехоплення за гру         | Оу Джі Анунобі   | «Торонто Репторз»             | 1.9       |
| Блокування за гру           | Джарен Джексон   | «Мемфіс Ґріззліс»             | 3.0       |
| Втрати за гру               | Трей Янг         | «Атланта Гокс»                | 4.1       |
| Порушення правил за гру     | Джарен Джексон   | «Мемфіс Ґріззліс»             | 3.6       |
| Хвилини за гру              | Паскаль Сіакам   | «Торонто Репторз»             | 37.3      |
| % влучань з гри             | Нік Клакстон     | «Бруклін Нетс»                | 70.5%     |
| % влучань штрафних кидків   | Тайлер Хірро     | «Маямі Гіт»                   | 93.4%     |
| 3P%                         | Люк Кеннард      | «Мемфіс Ґріззліс»             | 49.4%     |
| Рейтинг ефективності гравця | Нікола Йокич     | «Денвер Наггетс»              | 38.0      |
| Дабл-дабли                  | Домантас Сабоніс | «Сакраменто Кінґс»            | 65        |
| Трипл-дабли                 | Нікола Йокич     | «Денвер Наггетс»              | 29        |

### Рекорди за гру
| Показник     | Гравець          | Команда                       | Результат |
| ------------ | ---------------- | ----------------------------- | --------- |
| Очки         | Дем'єн Ліллард   | «Портленд Трейл-Блейзерс»     | 71        |
| Очки         | Донован Мітчелл  | «Клівленд Кавальєрс»          | 71        |
| Підбирання   | Івіца Зубач      | «Лос-Анджелес Кліпперс»       | 29        |
| Передачі     | Джеймс Гарден    | «Філадельфія Севенті-Сіксерс» | 21        |
| Перехоплення | Де'Ентоні Мелтон | «Філадельфія Севенті-Сіксерс» | 7         |
| Перехоплення | Деанджело Рассел | «Міннесота Тімбервулвз»       | 7         |
| Блокування   | Брук Лопес       | «Мілвокі Бакс»                | 9         |
| Триочкові    | Дем'єн Ліллард   | «Портленд Трейл-Блейзерс»     | 13        |

### Команди-лідери за статистичними показниками
| Показник                  | Команда                       | Результат |
| ------------------------- | ----------------------------- | --------- |
| Очки за гру               | «Сакраменто Кінґс»            | 120.7     |
| Підбирання за гру         | «Мілвокі Бакс»                | 48.6      |
| Передачі за гру           | «Голден-Стейт Ворріорс»       | 29.8      |
| Перехоплення за гру       | «Торонто Репторз»             | 9.4       |
| Блокування за гру         | «Бруклін Нетс»                | 6.2       |
| Втрати за гру             | «Голден-Стейт Ворріорс»       | 15.7      |
| Порушення правил за гру   | «Детройт Пістонс»             | 22.1      |
| % влучань з гри           | «Денвер Наггетс»              | 50.4%     |
| % влучань штрафних кидків | «Філадельфія Севенті-Сіксерс» | 83.6%     |
| 3P%                       | «Філадельфія Севенті-Сіксерс» | 38.7%     |
| +/−                       | «Бостон Селтікс»              | +6.5      |

## Нагороди НБА

### Щорічні нагороди
| Нагорода                                                       | Лауреат(и)                                  | Фіналісти |
| -------------------------------------------------------------- | ------------------------------------------- | --- |
| Найцінніший гравець                                            | Джоел Ембід («Філадельфія Севенті-Сіксерс») | Янніс Адетокумбо («Мілвокі Бакс») Нікола Йокич («Денвер Наггетс»)                                                            |
| Найкращий захисний гравець                                     | Джарен Джексон («Мемфіс Ґріззліс»)          | Брук Лопес («Мілвокі Бакс») Еван Моблі («Клівленд Кавальєрс»)                                                                |
| Новачок року                                                   | Паоло Банкеро («Орландо Меджик»)            | Вокер Кесслер («Юта Джаз») Джейлен Вільямс («Оклахома-Сіті Тандер»)                                                          |
| Найкращий шостий гравець                                       | Малкольм Брогдон («Бостон Селтікс»)         | Боббі Портіс («Мілвокі Бакс») Іммануел Квіклі («Нью-Йорк Нікс»)                                                              |
| Найбільш прогресуючий гравець                                  | Лорі Маркканен («Юта Джаз»)                 | Джейлен Брансон («Нью-Йорк Нікс») Шай Гілджеус-Александер («Оклахома-Сіті Тандер»)                                           |
| Найкращий гравець у ключових моментах гри                      | Деарон Фокс («Сакраменто Кінґс»)            | Джиммі Батлер («Маямі Гіт») Демар Дерозан («Чикаго Буллз»)                                                                   |
| Тренер року                                                    | Майк Браун («Сакраменто Кінґс»)             | Mark Daigneault («Оклахома-Сіті Тандер») Джо Мазулла («Бостон Селтікс»)                                                      |
| Менеджер року                                                  | Монте Макнейр («Сакраменто Кінґс»)          | Кобі Альтман («Клівленд Кавальєрс») Калвін Бут («Денвер Наггетс») Джастін Занік («Юта Джаз»)                                 |
| Приз за спортивну поведінку                                    |                                             | |
| Нагорода найкращому одноклубнику імені Тваймена-Стоукса        | Джру Голідей («Мілвокі Бакс»)               | |
| Нагорода за допомогу громаді                                   |                                             | |
| Лідер за соціальною справедливістю імені Каріма Абдул-Джаббара | Стефен Каррі («Голден-Стейт Ворріорс»)      | Кріс Пол («Фінікс Санз») Джарен Джексон («Мемфіс Ґріззліс») Тре Джонс («Сан-Антоніо Сперс») Грант Вільямс («Бостон Селтікс») |
| Найцінніший гравець фіналу Західної конференції                | Нікола Йокич («Денвер Наггетс»)             | |
| Найцінніший гравець фіналу Східної конференції                 | Джиммі Батлер («Маямі Гіт»)                 | |

| - Перша збірна всіх зірок: - F Янніс Адетокумбо, «Мілвокі Бакс» - F Джейсон Тейтум, «Бостон Селтікс» - C Джоел Ембід, «Філадельфія Севенті-Сіксерс» - G Лука Дончич, «Даллас Маверікс» - G Шай Гілджеус-Александер, «Оклахома-Сіті Тандер» | - Друга збірна всіх зірок: - F Джиммі Батлер, «Маямі Гіт» - F Джейлен Браун, «Бостон Селтікс» - C Нікола Йокич, «Денвер Наггетс» - G Донован Мітчелл, «Клівленд Кавальєрс» - G Стефен Каррі, «Голден-Стейт Ворріорс» | - Третя збірна всіх зірок: - F Джуліус Рендл, «Нью-Йорк Нікс» - F Леброн Джеймс, «Лос-Анджелес Лейкерс» - C Домантас Сабоніс, «Сакраменто Кінґс» - G Деарон Фокс, «Сакраменто Кінґс» - G Дем'єн Ліллард, «Портленд Трейл-Блейзерс» |

| - Перша збірна всіх зірок захисту: - F Джарен Джексон, «Мемфіс Ґріззліс» - F Еван Моблі, «Клівленд Кавальєрс» - C Брук Лопес, «Мілвокі Бакс» - G Джру Голідей, «Мілвокі Бакс» - G Алекс Карусо, «Чикаго Буллз» | - Друга збірна всіх зірок захисту: - F Оу Джі Анунобі, «Торонто Репторз» - F Дреймонд Грін, «Голден-Стейт Ворріорс» - C Едріс Адебайо, «Маямі Гіт» - G Деррік Вайт, «Бостон Селтікс» - G Діллон Брукс, «Мемфіс Ґріззліс» |

| - Перша збірна новачків: - Паоло Банкеро, «Орландо Меджик» - Вокер Кесслер, «Юта Джаз» - Беннедікт Матюрен, «Індіана Пейсерз» - Кіген Мюррей, «Сакраменто Кінґс» - Джейлен Вільямс, «Оклахома-Сіті Тандер» | - Друга збірна новачків: - Джейлен Дюрен, «Детройт Пістонс» - Тарі Ізон, «Х'юстон Рокетс» - Джейден Айві, «Детройт Пістонс» - Джабарі Сміт (молодший), «Х'юстон Рокетс» - Джеремі Соухен, «Сан-Антоніо Сперс» |

### Гравець тижня
| Тиждень                 | Східна конференція                                | Західна конференція                                    | Ref    |
| ----------------------- | ------------------------------------------------- | ------------------------------------------------------ | ------ |
| 18–23 жовтня            | Джейсон Тейтум («Бостон Селтікс») (1/1)           | Дем'єн Ліллард («Портленд Трейл-Блейзерс») (1/3)       | [ 17 ] |
| 24–30 жовтня            | Янніс Адетокумбо («Мілвокі Бакс») (1/4)           | Шай Гілджеус-Александер («Оклахома-Сіті Тандер») (1/2) | [ 18 ] |
| 31 жовтня – 6 листопада | Кевін Дюрант («Бруклін Нетс») (1/2)               | Пол Джордж («Лос-Анджелес Кліпперс») (1/1)             | [ 19 ] |
| 7–13 листопада          | Джоел Ембід («Філадельфія Севенті-Сіксерс») (1/4) | Стефен Каррі («Голден-Стейт Ворріорс») (1/1)           | [ 20 ] |
| 14–20 листопада         | Тайріз Галібертон («Індіана Пейсерз») (1/1)       | Деарон Фокс («Сакраменто Кінґс») (1/1)                 | [ 21 ] |
| 21–27 листопада         | Янніс Адетокумбо («Мілвокі Бакс») (2/4)           | Деандре Айтон («Фінікс Санз») (1/1)                    | [ 22 ] |
| 28 листопада – 4 грудня | Кевін Дюрант («Бруклін Нетс») (2/2)               | Ентоні Девіс («Лос-Анджелес Лейкерс») (1/2)            | [ 23 ] |
| 5–11 грудня             | Джоел Ембід («Філадельфія Севенті-Сіксерс») (2/4) | Зайон Вільямсон («Нью-Орлінс Пеліканс») (1/1)          | [ 24 ] |
| 12–18 грудня            | Донован Мітчелл («Клівленд Кавальєрс») (1/2)      | Нікола Йокич («Денвер Наггетс») (1/1)                  | [ 25 ] |
| 19–25 грудня            | Паскаль Сіакам («Торонто Репторз») (1/1)          | Лука Дончич («Даллас Маверікс») (1/2)                  | [ 26 ] |
| 26 грудня – 1 січня     | Крістапс Порзінгіс («Вашингтон Візардс») (1/1)    | Лука Дончич («Даллас Маверікс») (2/2)                  | [ 27 ] |
| 2–8 січня               | Донован Мітчелл («Клівленд Кавальєрс») (2/2)      | Леброн Джеймс («Лос-Анджелес Лейкерс») (1/2)           | [ 28 ] |
| 9–15 січня              | Джейлен Брансон («Нью-Йорк Нікс») (1/1)           | Домантас Сабоніс («Сакраменто Кінґс») (1/3)            | [ 29 ] |
| 16–22 січня             | Джру Голідей («Мілвокі Бакс») (1/1)               | Леброн Джеймс («Лос-Анджелес Лейкерс») (2/2)           | [ 30 ] |
| 23–29 січня             | Янніс Адетокумбо («Мілвокі Бакс») (3/4)           | Дем'єн Ліллард («Портленд Трейл-Блейзерс») (2/3)       | [ 31 ] |
| 30 січня – 5 лютого     | Янніс Адетокумбо («Мілвокі Бакс») (4/4)           | Дем'єн Ліллард («Портленд Трейл-Блейзерс») (3/3)       | [ 32 ] |
| 6–12 лютого             | Деррік Вайт («Бостон Селтікс») (1/1)              | Шай Гілджеус-Александер («Оклахома-Сіті Тандер») (2/2) | [ 33 ] |
| 27 лютого – 5 березня   | Джуліус Рендл («Нью-Йорк Нікс») (1/1)             | Девін Букер («Фінікс Санз») (1/1)                      | [ 34 ] |
| 6–12 березня            | Джоел Ембід («Філадельфія Севенті-Сіксерс») (3/4) | Домантас Сабоніс («Сакраменто Кінґс») (2/3)            | [ 35 ] |
| 13–19 березня           | Джоел Ембід («Філадельфія Севенті-Сіксерс») (4/4) | Домантас Сабоніс («Сакраменто Кінґс») (3/3)            | [ 36 ] |
| 20–26 березня           | Джейлен Браун («Бостон Селтікс») (1/1)            | Брендон Інграм («Нью-Орлінс Пеліканс») (1/1)           | [ 37 ] |
| 27 березня – 2 квітня   | Мікал Бріджес («Бруклін Нетс») (1/1)              | Ентоні Девіс («Лос-Анджелес Лейкерс») (2/2)            | [ 38 ] |
| 3–9 квітня              | Боббі Портіс («Мілвокі Бакс») (1/1)               | Каві Леонард («Лос-Анджелес Кліпперс») (1/1)           | [ 39 ] |

### Гравець місяця
| Місяць           | Східна конференція                                | Західна конференція                         | Ref    |
| ---------------- | ------------------------------------------------- | ------------------------------------------- | ------ |
| жовтень/листопад | Джейсон Тейтум («Бостон Селтікс») (1/1)           | Девін Букер («Фінікс Санз») (1/1)           | [ 40 ] |
| грудень          | Джоел Ембід («Філадельфія Севенті-Сіксерс») (1/3) | Лука Дончич («Даллас Маверікс») (1/1)       | [ 41 ] |
| січень           | Джоел Ембід («Філадельфія Севенті-Сіксерс») (2/3) | Нікола Йокич («Денвер Наггетс») (1/2)       | [ 42 ] |
| лютий            | Джейлен Брансон («Нью-Йорк Нікс») (1/1)           | Нікола Йокич («Денвер Наггетс») (2/2)       | [ 43 ] |
| березень/квітень | Джоел Ембід («Філадельфія Севенті-Сіксерс») (3/3) | Ентоні Девіс («Лос-Анджелес Лейкерс») (1/1) | [ 44 ] |

### Новачок місяця
| Місяць           | Східна конференція                          | Західна конференція                            | Ref    |
| ---------------- | ------------------------------------------- | ---------------------------------------------- | ------ |
| жовтень/листопад | Беннедікт Матюрен («Індіана Пейсерз») (1/1) | Джейлен Вільямс («Оклахома-Сіті Тандер») (1/2) | [ 45 ] |
| грудень          | Паоло Банкеро («Орландо Меджик») (1/4)      | Кіген Мюррей («Сакраменто Кінґс») (1/2)        | [ 46 ] |
| січень           | Паоло Банкеро («Орландо Меджик») (2/4)      | Кіген Мюррей («Сакраменто Кінґс») (2/2)        | [ 47 ] |
| лютий            | Паоло Банкеро («Орландо Меджик») (3/4)      | Вокер Кесслер («Юта Джаз») (1/1)               | [ 48 ] |
| березень/квітень | Паоло Банкеро («Орландо Меджик») (4/4)      | Джейлен Вільямс («Оклахома-Сіті Тандер») (2/2) | [ 49 ] |

### Тренер місяця
| Місяць           | Східна конференція                               | Західна конференція                       | Ref    |
| ---------------- | ------------------------------------------------ | ----------------------------------------- | ------ |
| жовтень/листопад | Джо Мазулла («Бостон Селтікс») (1/1)             | Монті Вільямс («Фінікс Санз») (1/1)       | [ 50 ] |
| грудень          | Жак Вон («Бруклін Нетс») (1/1)                   | Віллі Грін («Нью-Орлінс Пеліканс») (1/1)  | [ 51 ] |
| січень           | Док Ріверс («Філадельфія Севенті-Сіксерс») (1/2) | Майкл Мелоун («Денвер Наггетс») (1/1)     | [ 52 ] |
| лютий            | Майк Буденгольцер («Мілвокі Бакс») (1/1)         | Майк Браун («Сакраменто Кінґс») (1/1)     | [ 53 ] |
| березень/квітень | Док Ріверс («Філадельфія Севенті-Сіксерс») (2/2) | Тейлор Дженкінс («Мемфіс Ґріззліс») (1/1) | [ 54 ] |